# Lecithocera flavipalpis
Lecithocera flavipalpis is een vlinder uit de familie van de Lecithoceridae. De wetenschappelijke naam van de soort is voor het eerst geldig gepubliceerd in 1891 door Walsingham.